# 老板电器

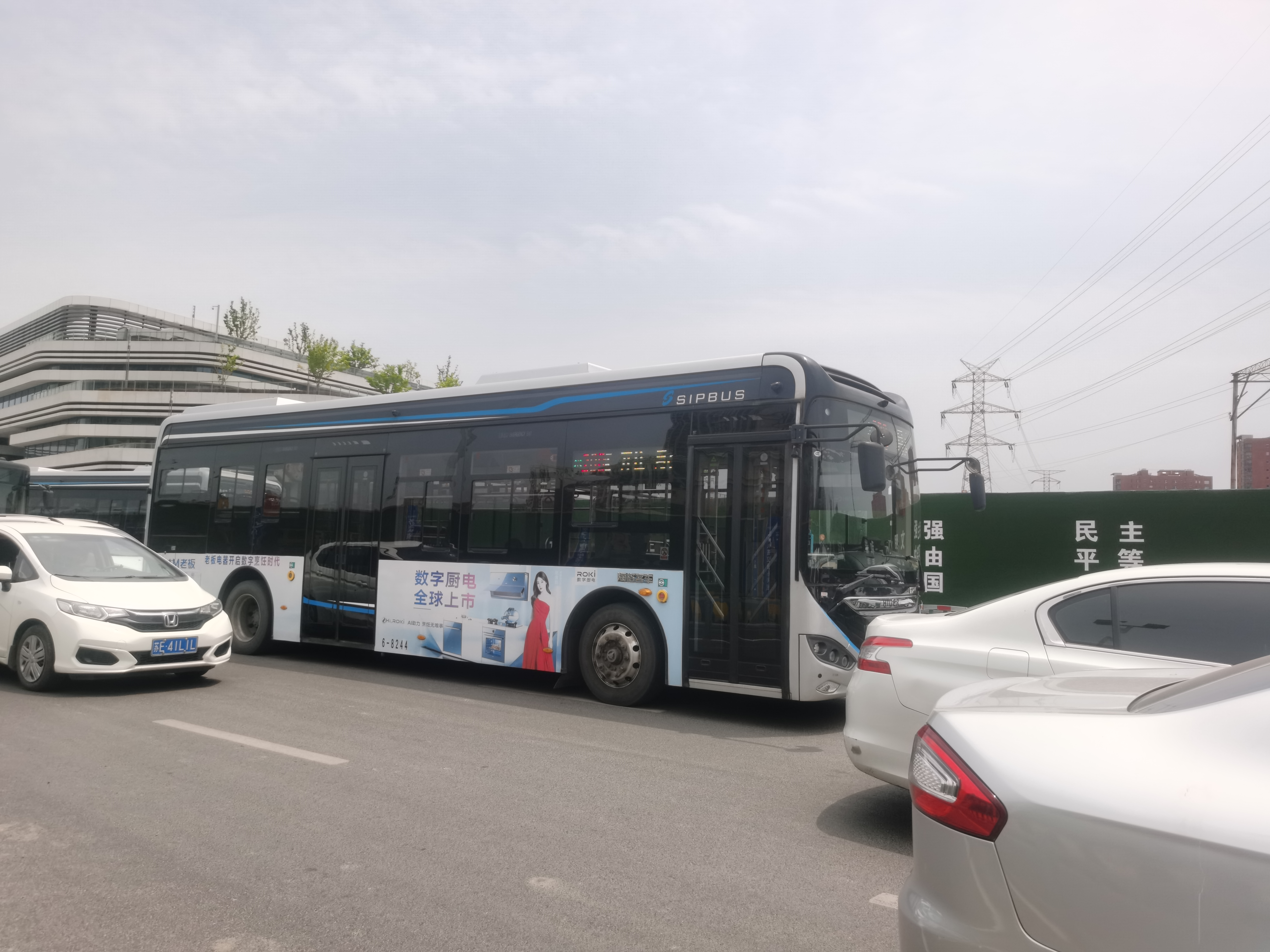
老板电器于苏州公交投放的巴士广告

杭州老板电器股份有限公司（深交所：002508），简称老板电器，是中华人民共和国的一家生产厨房电器的企业。该公司的前身为余杭县螺蛳桥村于1979年兴办的乡镇企业“余杭县红星五金厂”，由任建华创立。其吸油烟机产销量在1992年至1996年、2003年至今位居中国大陆首位。

## 历史
1979年5月，当时的余杭县螺蛳桥村村长任建华兴办乡镇企业“余杭县博陆公社红星大队红星五金厂”。迫于经济条件有限，该厂起步时仅有2000元资金、5名工人、3把老虎钳，仅生产纺织机配件下柱，后来改产家用电器零配件。1987年，该厂与航空航天工业部804研究所合作，研发出中国第一台吸油烟机。期间还与上海无线电厂合作，贴牌生产舒乐牌油烟机。按照合同规定，红星五金厂可以在完成标定生产任务之余，出品少量自有品牌的油烟机，作为补偿转型生产线耗费的高额资金。起初任建华为第一代吸油烟机命名“红星”，但由于中国大陆已有多个商品使用“红星”商标，于是任建华引用他的昵称“小老板”，决定在其产品上使用“老板”商标。任建华先后赴县、市、省工商局提出注册申请，然而工商局的负责人认为，“老板”一词“在意识形态上与当时的社会主流不相符”，因此不予注册。1988年，任建华向国家工商行政管理局提出上诉，最终“老板”商标成功注册。同年，红星五金厂进行了“政企分离”，任建华仅担任厂长。1991年，经原余杭县人民政府同意，该厂增挂“杭州老板电器实业公司”牌子:52。
1989年，老板在中国中央电视台投放广告，成为同业首个在央视投放广告的企业；同年其自主研发的PY-2、PY-3型吸油烟机分获部优、省优产品；1991年，CPT-7.8型获得部优产品奖。1992年至1996年，老板吸油烟机市场占有率在中国大陆连续五年位居行业首位:80。
1995年，为扩大品牌影响力，任建华为42类商品集体注册了“老板”专用商标权，其后又注册了英文商标“ROBAM”。任建华对此解释说，“ROBAM”寓意“志在打造一个负责的、上进的、受人尊敬的品牌”。同年，“杭州老板电器实业公司”更名为“杭州老板实业集团有限公司”，企业类型为集体企业:52，后于1999年改制为有限公司。此后任建华引进装配检测线，并在同行业中率先推行三级计量标准化和全面质量管理，制定并发布了中国第一部吸油烟机标准。
1997年至1998年，老板集团陷入危机。当时任建华开始谋划多元化发展，先后推出保健品、VCD、音响等产品，但最终以失败告终，也令主业严重萎缩。1999年年底，老板吸油烟机的销售额从最高峰的4亿多元大幅下滑至8000万元，市场占有率跌出行业前十名，也出现了库存积压的现象。任建华为此决定重回主业，并为品牌进行重新定位。
1998年，老板推出免拆洗吸油烟机:81。2000年起，老板先后推出燃气灶、消毒柜、厨房小家电等产品:81。
2007年12月，老板集团将电器业务及其产权转让予老板电器:29。2008年，市场咨询公司为老板电器提出“高端”的品牌定位，并于翌年推出“双劲芯”系列吸油烟机，以“大吸力”为卖点。与此同时，老板对营销渠道全面改革，设立“直控式核销制模式”。在这一模式下，各区域分支机构由总部直接领导，总部先行制定出营销支出比例、价格控制体系、分公司建设再投入比例等细则，各分公司、办事处必须遵循细则运营，且唯有完成相应指标后，才能得到利润分红，以此充分调动分公司的工作积极性，确保区域分支机构有效执行总部的品牌及营销政策。
2010年11月，老板电器在深圳证券交易所挂牌上市，成为中国大陆首家上市的高端厨电企业。老板电器当时的发行价为每股24元，截至2017年4月，该公司的股价达到每股271.46元。由于该公司的业绩优良及成长突出，以及当时火热的房地产市场，使得股价出现大幅上涨。另外其高端的产品定位令单品价格上涨趋势明显。而老板也推出了一系列新技术，如2012年与武汉大学合作，在厨电产品引入物联网技术；2015年又推出ROKI智能烹饪系统，2022年则升级至ROKI数字厨电。
2012年，老板电器旗下子公司杭州名气电器有限公司成立，該子公司擁有「名气」品牌。
2013年12月17日，老板电器公告称，任建华辞任公司总经理职务，由其子任富佳接任。
在2022年亚洲运动会中，老板电器已与杭州亚组委签约，成为官方家用厨电独家供应商，其全套数字化厨电产品入驻亚运村，同时在亚运餐厅部署中央油烟净化系统。老板电器也与杭州市商务局合作，推出一本涵盖15国语言的美食推荐榜，旨在介绍杭州特色美食。

## 业务
老板电器主营业务为厨房电器产品的研发、生产、销售，产品在国内市场的销售渠道包括以代理商模式下的线下销售网络（含家居连锁、电器连锁、百货商场设立专卖店或专柜、装修公司、燃气公司等）、以公司直营为主的线上电商渠道，以及房地产商工程客户等，在海外的主要销售市场为北美、澳大利亚、马来西亚、柬埔寨等东南亚地区:11。截至2021年8月，老板电器共参与制修订84项国际、国家、行业及团体标准，其中作为第一起草单位的有24项。

### 产品划分

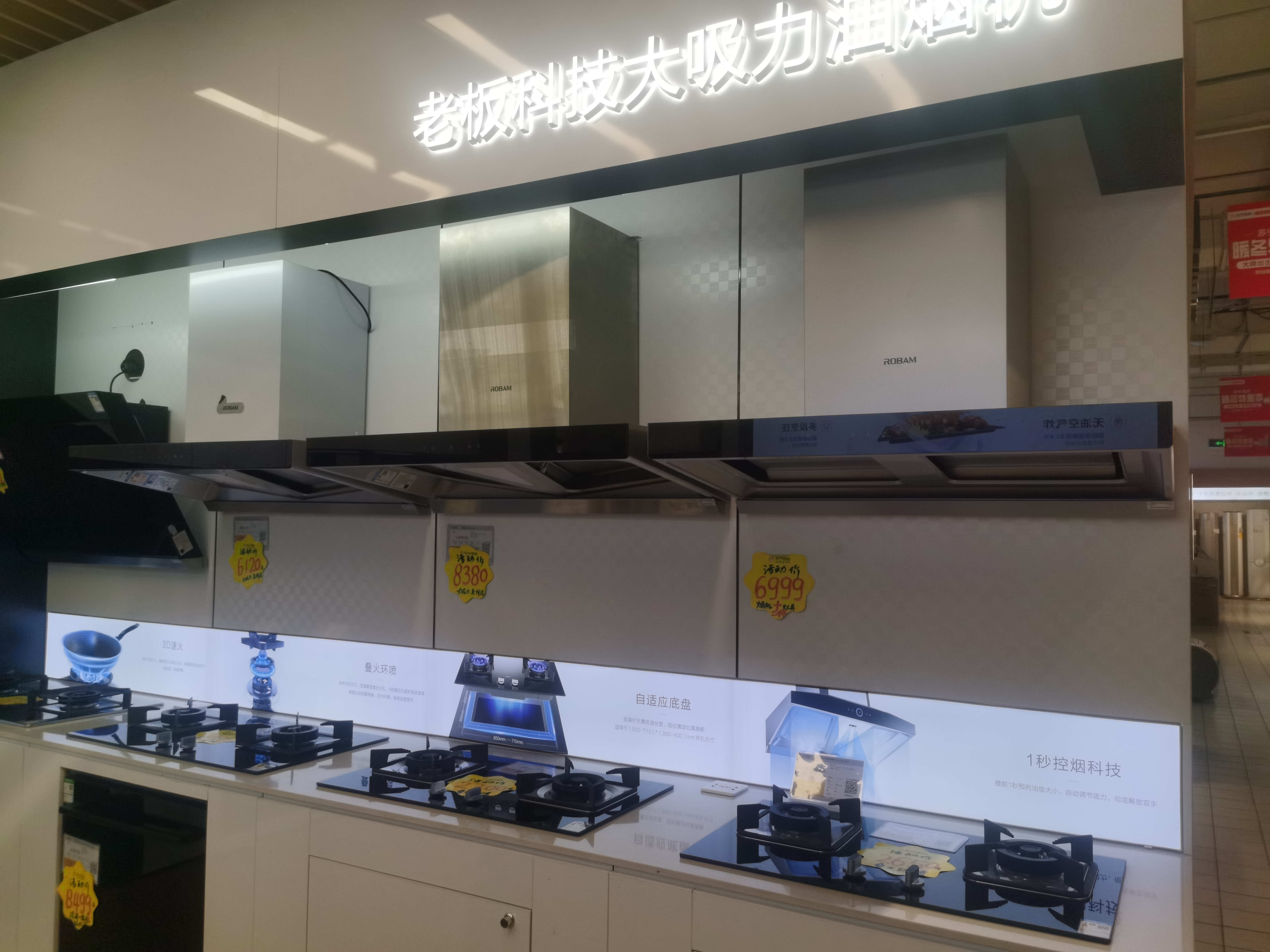
老板吸油烟机及燃气灶

老板电器旗下产品主要分为三大品类：第一品类为烟灶消产品群，第二品类为电气化烹饪产品群，第三品类为水厨电产品群。此外还包括集成类产品群等:10。
- 烟灶消产品群
  - 吸油烟机
  - 燃气灶
  - 消毒柜
- 电气化烹饪产品群
  - 蒸烤一体机
  - 蒸箱
  - 烤箱
- 水厨电产品群
  - 洗碗机
  - 燃气热水器
  - 净水器
- 集成类产品群
  - 集成烹饪中心
  - 集成灶
  - 集成油烟机
- 冰箱

### 经营概况
老板电器旗下的吸油烟机产品在1992年至1996年:80，2003年至今于中国大陆的市场占有率位居行业首位；另外在2015-2022年，老板吸油烟机、嵌入式灶具位居全球自有品牌市场份额第一:11:81。2022年的财报显示，老板吸油烟机和燃气灶分别创收48.79亿元、24.56亿元，分别占总营收47.05%和23.92%，贡献了公司近71%的营收。2022年，老板电器产品总销售量为775.75万台，较2021年同期的802.63万台下降3.35%。
在2009年，老板开始承接恒大、万科、保利、碧桂园等房企的住房工程业务，中国大陆房企百强企业中有超过85%是老板电器的合作商。由于近年来房地产行业不景气，老板电器在精装修渠道市场份额开始下滑。
老板电器的主要竞争对手为方太。然而自2019年起，老板与方太营收间的差距逐年扩大，营收增速也不及方太，精装修渠道市场份额在2022年跌至第二。老板电器的研发投入一直在4%以下，低于方太的5%。为拓展用户和推广品牌，老板电器先后冠名赞助综艺节目，聘请艺人代言，以及与杭州亚运会签约等，令营销费用激增。

## 荣誉
老板电器所获得的主要荣誉如下:11:27：
- 国家质量奖-银质奖（1991年）
- 全国用户满意产品（1993年）
- 中国民营企业500强（2004年）
- 中国厨电行业最具影响力品牌
- 中国500最具价值品牌（2004年至今）
- 亚洲品牌500强（2005年至今）
- Brandz最具价值中国品牌100强（2016年至今）
- 中国企业集团竞争力500强

2008年至2021年，老板产品先后获得60余项产品设计奖，包括中国红星、德国IF、德国红点等国际奖项。

## 争议
老板电器旗下产品多次被消费者揭露其质量问题而投诉，主要的问题是吸油烟机、燃气灶在未使用时爆炸。截至2023年5月，在黑猫投诉平台上，涉及老板电器的投诉合计达379条，涉及问题除产品质量外，还涉及售后服务、虚假宣传、不发货及不退款等问题。